# Catherine Howard
Catherine Howard (c. 1523 – 13 februarie 1542), a fost cea de-a cincea soție a regelui Henric al VIII-lea al Angliei. S-a născut în cea mai renumită familie nobilă a Angliei, tatăl său fiind fratele mai mic al Ducelui de Norfolk. Catherine era și verișoară cu Anne Boleyn.
După divorțul de Anne de Cleves, Henric al VIII-lea al Angliei își căuta o nouă soție. În 1540, pe când el avea 49 de ani, i-a cerut mâna lui Catherine, care avea 17 ani. La acel moment, Henric o descria ca pe "un trandafir fără ghimpi".
În felul acesta, Catherine Howard a devenit a cincea soție a lui Henric al VIII-lea al Angliei. 
Dar diferența de vârstă de 34 de ani și-a spus cuvântul. Catherine a săvârșit un adulter cu Thomas Culpepper, fapt descoperit curând și pedepsit fără milă.
Culpepper a fost executat în decembrie 1541, ca și Francis Dereham, un iubit anterior al lui Catherine. În februarie 1542 a fost executată și Catherine Howard, la vârsta de numai 19 ani, împreună cu Jane Boleyn, văduva fratelui executat a lui Anne Boleyn. Conform folclorului popular, ultimele sale cuvinte ar fi fost:
„Am venit aici să mor. Mor ca o regină. Dar aș fi preferat să mor ca soție a lui Culpepper.”
, deși nu există martori oculari care să ateste aceasta. După doar un an de la aceste evenimente, Henric se căsătorește cu ultima sa soție, Catherine Parr.